# Висконсинский тест сортировки карточек
Виско́нсинский тест сортиро́вки ка́рточек (ВТСК, англ. Wisconsin Card Sorting Test, WCST) — нейропсихологический тест на переключение между задачами (смену психологической установки, англ. set-shifting), то есть способность демонстрировать гибкость в условиях изменения подкрепления. ВТСК был разработан Эстой Берг и Дэвидом Грантом в 1948 году.

## Описание
Тест состоит из набора карточек, на каждой из которых изображены фигуры (от 1 до 4) определённого цвета (например, красного, синего, зелёного и жёлтого) и формы (например, треугольник, звезда, ромб или круг). Имеются также четыре «базовые» карты, на которых изображены фигуры разного количества, цвета и формы. Карточки из набора последовательно предъявляются участнику теста, задача которого — сопоставить предъявляемые ему карточки «колодам» по некоторому критерию сортировки. Этот критерий изначально не объясняется участнику, и тот должен определить его самостоятельно. Единственное, что сообщается участнику, — это сигнал, правильно ли он сопоставил карточки или нет. Время от времени критерий сортировки изменяется экспериментатором, и участник, проявив когнитивную гибкость, должен адаптироваться к новым условиям теста.
По времени тест занимает около 12—20 минут, оценками результатов являются абсолютное и относительное (в числах, процентах и процентилях) количество распознанных категорий, попыток, ошибок и персеверативных ошибок. Оригинальный тест использовал игральные карты, а участник и экспериментатор сидели друг напротив друга за одним столом. В начале 1990-х годов появились компьютеризированные версии ВТСК, которые могли автоматически производить оценку результатов — что довольно трудоёмко в оригинальной версии.